# Phankham Viphavanh
Phankham Viphavanh (laosky ພັນຄຳ ວິພາວັນ; * 14. dubna 1951) je laoský politik, člen politbyra a výkonného výboru Laoské lidové revoluční strany. Je také předsedou vlády Laosu, zvoleným Národním shromážděním Laosu v březnu 2021. Předtím byl viceprezidentem Laosu, ministrem školství Laosu a prezidentem Asociace laosko-vietnamského přátelství.